# Паспорт САР Макао
Паспорт специального административного района Макао (или Паспорт САР Макао, иер. трад. 澳門特別行政區護照, порт. Passaporte da Região Administrativa Especial de Macau) — паспорт, выдаваемый властями Макао — специального административного района Китая.
Паспорт официально называется Passaporte da Região Administrativa Especial de Macau da República Popular da China на португальском, 中華人民共和國澳門特別行政區護照 на китайском и Паспорт специального административного района Макао Китайской Народной Республики на русском.
Для его получения необходимо удовлетворять двум критериям:
1. Быть гражданином КНР.
2. Быть постоянным резидентом Макао.

## Визовые требования
Владельцы макаоского паспорта могут въехать без визы в меньшее число стран, чем владельцы паспорта Гонконга, но гораздо большее, чем владельцы обычного китайского паспорта.

### Поездки внутри КНР
В Гонконг макаосец может въехать свободно, оформив 7-дневную (по паспорту) или шестимесячную (по карточке постоянного резидента) визу по прибытии. Для въезда в материковый Китай макаосцу необходимо специальное разрешение китайских властей.